# IPad Air (3-го покоління)
iPad Air (3-го покоління) (неофіційно іменується як iPad Air 3) — планшетний комп'ютер, що розроблений, виробляється та постачається компанією Apple Inc. Він був анонсований 18 березня 2019 року, разом із 5-им поколінням iPad Mini.
Його дизайн подібний до 10,5-дюймового iPad Pro; загальні оновлення включають нову систему на чипі Apple A12 Bionic, трохи ширший 10,5-дюймовий дисплей Retina, швидшу пам'ять (3 ГБ LPDDR4X і підтримку Bluetooth 5.0) і підтримку Apple Pencil (першого покоління).
Його продажі було припинено 15 вересня 2020 року після представлення iPad Air (4-го покоління).

## Особливості

### Апаратне забезпечення
Третє покоління iPad Air має оновлену 7-мегапіксельну фронтальну камеру (спочатку використовувалася в iPhone 7 і до iPhone XS), порівняно з камерою на 1,2 Мп, яка була в попередньому поколінні. Однак він зберіг ту саму, старішу задню камеру на 8 Мп.
Третє покоління iPad Air має шестиядерний процесор з частотою 2,49 ГГц, чип Apple A12 Bionic. Цей чип має на 66 % вищу тактову частоту, ніж триядерний Apple A8X другого покоління з частотою 1,5 ГГц. Він також має дисплей True Tone, який дозволяє РК-дисплею адаптуватися до навколишнього освітлення, щоб змінювати колір та інтенсивність у різних середовищах, а також розширену колірну гаму P3, що дозволяє РК-дисплею відображати яскравіші кольори.
У цьому iPad Air залишилися порт Lightning, роз'єм для навушників і цей iPad Air має трохи більший акумулятор на 30,2 Вт-год (порівняно з 27,6 Вт·год), що за оцінкою Apple, що забезпечує ті самі «10 годин» активного використання.

### Програмне забезпечення
Третє покоління iPad Air вперше постачалося з iOS 12.2. У вересні 2019 року воно отримало оновлення до iPadOS 13. У вересні 2020 року iPad Air третього покоління був зазначений як один із пристроїв, які можна оновити до iPadOS 14.

## Оцінки
iPad Air третього покоління отримав позитивні відгуки. Його похвалили за ламінований екран, підтримку Smart Keyboard, а також швидку систему на чипі. Однак він підтримує лише перше покоління Apple Pencil, повторює дизайн 10,5-дюймовомого iPad Pro 2017 року та має лише два динаміки порівняно з чотирма на моделях Pro. In addition, while the current Pro models provide some support for HDR, the Air 3 does not.

## Проблеми з обладнанням
Деякі пристрої цієї моделі, що були виготовлені в період з березня 2019 року по жовтень 2019 року, мають проблеми, коли екран може миготіти або блимати, перш ніж остаточно припинити працювати. З огляду на це, Apple розпочала програму відкликання, яка дозволяє користувачам відправити свій пристрій на заміну протягом 2 років з моменту покупки.

## Хронологія
| Хронологія моделей iPad                     |
| ------------------------------------------- |
| Див. також: Хронологія продуктів Apple Inc. |

Джерело: Apple Newsroom Archive.
У продуктах Apple використовується умова 1 ГБ = один гігабайт (один мільярд байт), що означає, що 16, 32, 64 і 128 ГБ накопичувачі містять загалом 14,9, 29,8, 59,6 і 119,2 Гбіт відповідно. Форматування та програми займають частину цієї загальної пам'яті, залишаючи користувачеві доступними 11,5, 27,5, 56,5 та 114 Гбіт.